# Музика Сінгапуру
Музика Сінгапуру різноманітна — від рок-н-ролу до народної і класичної музики. Кожна етнічна група має власні традиції. Найчисельнішою є китайці разом із малайцями й індійцями. Меншість складають різноманітні народи, і європейці також. Сінгапур — центр для поп- і рок-музики. Найрізноманітнішою є вулична музика, яка представлена як азійськими стилями, так і європейськими. Народна музика включає етнічні музичні традиції китайської, малайської й тамільської громад. У 1960-х роках з'явилися перші популярні музичні гурти як «The Crescendos» і «The Quests». Найвідоміші сучасні співаки — Стефані Сунь і Лінь Цзюньцзе.

## Поп-музика
Сінгапур ще з 1960-х років сформувався як регіональний центр музичної індустрії. Перші пісня записані на студії «EMI» для китайської й малайської поп-музики ще в колоніальний період, які до 1960-х років відправили в Індію для тиражування і продажу. Найпопулярнішою в 1960-х роках стала малайської поп-культура, а музичним сольним виконавцем — П. Рамлі. Після незалежності Сінгапуру в 1965 році малайська індустрії поступово стала переміщуватися до Куала-Лумпура. Місцеві сингапурські молодіжні гурти в 1960-х роках надихалися переважно західними виконавцями як «Blue Diamonds», «Cliff Richard & the Shadows» і «The Beatles». Найпопулярнішим гуртом був «The Crescendos». Вони виконували пісні зазвичай англійською мовою (наприклад, «Mr Twister», The Quests who had hits like «Shanty», «Don't Play That Song», «Jesamine» та «Mr Rainbow»). Відомими також стали «The Thunderbirds», «The Trailers», «The Crescendos», «The Western Union Band», «October Cherries» та «The Silver Strings».
Малайський жанр під впливом британського року та поп-музики (відомою як «Pop Yeh-Yeh») з'явився в 1960-х роках. Співали переважно малайською мовою, але існували й англомовні та інструментальні гурти. Відомі малайські поп-гурти — «Naomi & the Boys» (з їхнім хітом «Happy Happy Birthday Baby»), «D'4 Ever», «Antarctics», «Mike Ibrahim & the Nite Walkers», «Swallows», «Ismail Haron & the Guys» та «Les Kafila's». Наприкінці 1970-х і на початку 1980-х років відбувся підйом рок-музики, яку популяризував гурт «Sweet Charity» і їхній вокаліст Рамлі Саріп. Вони із середини 1980-х років призвели до буму рок-музики в Малайзії й Сінгапурі.
У 1960-х роках Сінгапур також був центром місцевої китайської індустрії звукозапису з виробництвом китайської поп-музики з місцевими співаками для північного Китаю. З 1960-х по 1980-х років популярними зірками в Сінгапурі й Малайзії є Чан Сяо Їн (кит.: 張小英), Сакура Ден (кит.: 樱花), Ріта Чао (кит.: 凌雲), і Лена Лінь (кит.: 林竹君).
У 1980-х роках індустрія поп-музики процвітала. Звукозаписні студії випускали китайські сингли місцевих і тайванських виконавців. Починаючи із середини 1980-х років, утворився жанр мандаринської балади сіньяо (кит.: xinyao). Популяризувався виконавцями й композиторами Лян Верн Фук, Лі Ши Шиун, Біллі Кох. Засновані музичні лейбли «Ocean Butterflies International» та «Hype Records». У 1990-х роках сингапурські виконавці прославилися й за межами Сінгапуру, наприклад, Кіт Чан, Стефані Сунь, Лінь Цзюньцзе, Таня Чуа, Корні Мей, Фанн Вонг, Мевіс Хі. Деякі вокалісти переважно співають пісні й англійською мовою (наприклад, Софі Кох). З 2010-х років S-pop збільшує популярність, з'являється багато нових співаків та гуртів як Чарлі Лім, The Sam Willows, Gentle Bones, The Steve McQueens, Pleasantry, MYRNE, HubbaBubbas, Сем Руй, Леон Марккус, Натан Хартоно й дует Scarlet Avenue.

## Етнічні традиції

### Китай

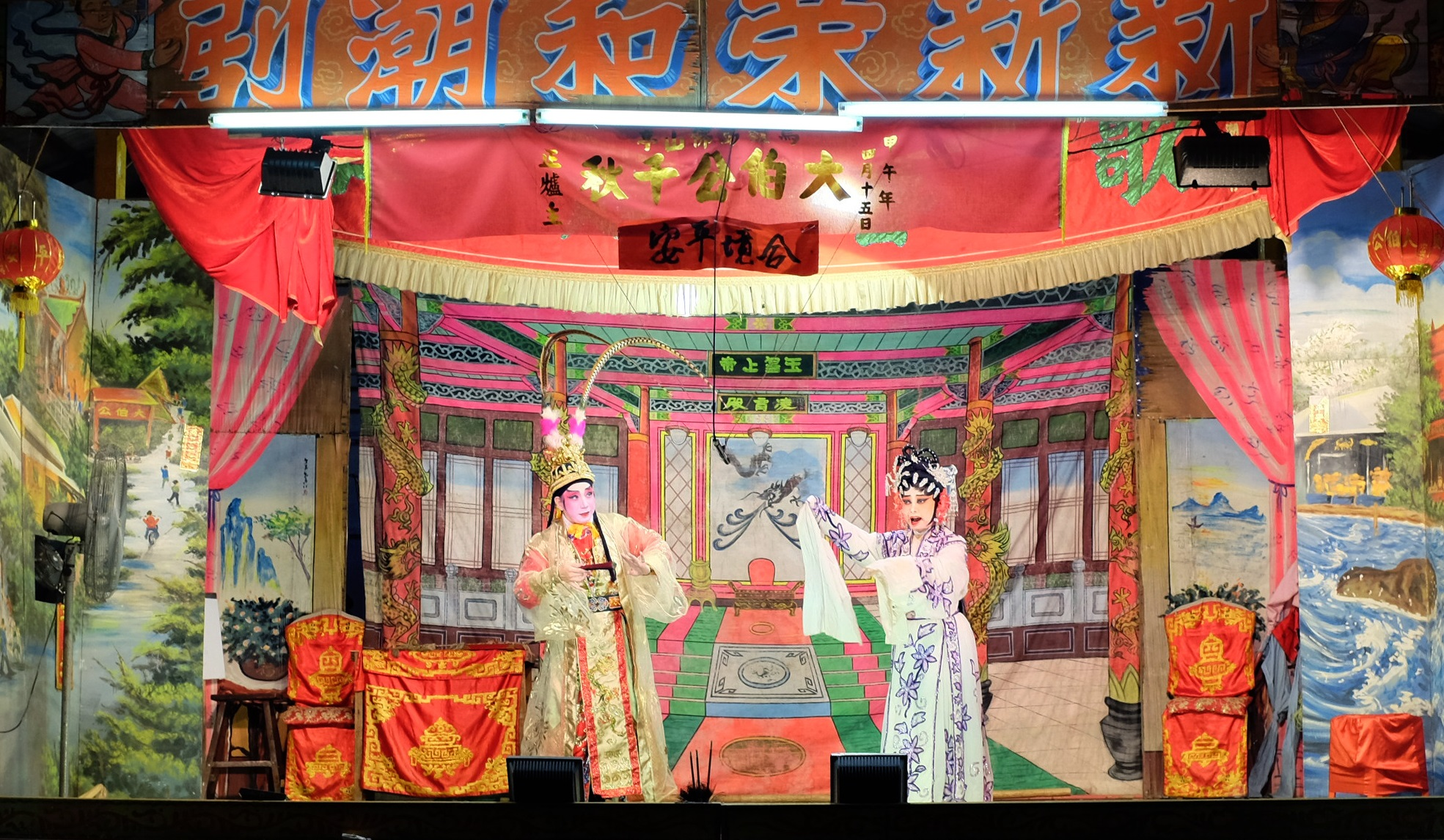
Вистава чаошаньської трупи в Пулау-Убін, Сінгапур.

Серед китайців є носії різних діалектів, зокрема пенангсько-міньського, хаккаського, кантонського, чаошаньського та інших. Вони об'єднуються в етнічні асоціації й підтримують відповідні традиції китайської опери. Перші трупи сформувалися аматорськими музичними клубами. Найпершим був «Er Woo Amateur Music & Dramatic Association» (кит.: 馀娱儒乐社). Його створили 1912 року чаошанські бізнесмени, спочатку для просування хаккаської музики (опери ханьцзюй і музики ханьдао), а пізніше також і для чаошаньської опери. У 1920-х і 1930-х роках після декількох вистав опери ханьцзюй виникло чимало аматорських труп, що виконували опери на різних діалектах. Переважно їх грали на фестивалях, національних заходах та інших щорічних невеликих чи великомасштабних подіях. Упродовж китайських свят також відбувалася традиційна співоча хода цзоучан, у якій обов'язково брали участь члени оперної трупи. У середині XX століття на вулицях будувалися тимчасові сцени для оперних вистав, однак популярним це не стало. На початку XXI століття виник їхній аналог «гетай», де виконуються сучасні пісні й комедійні виступи.

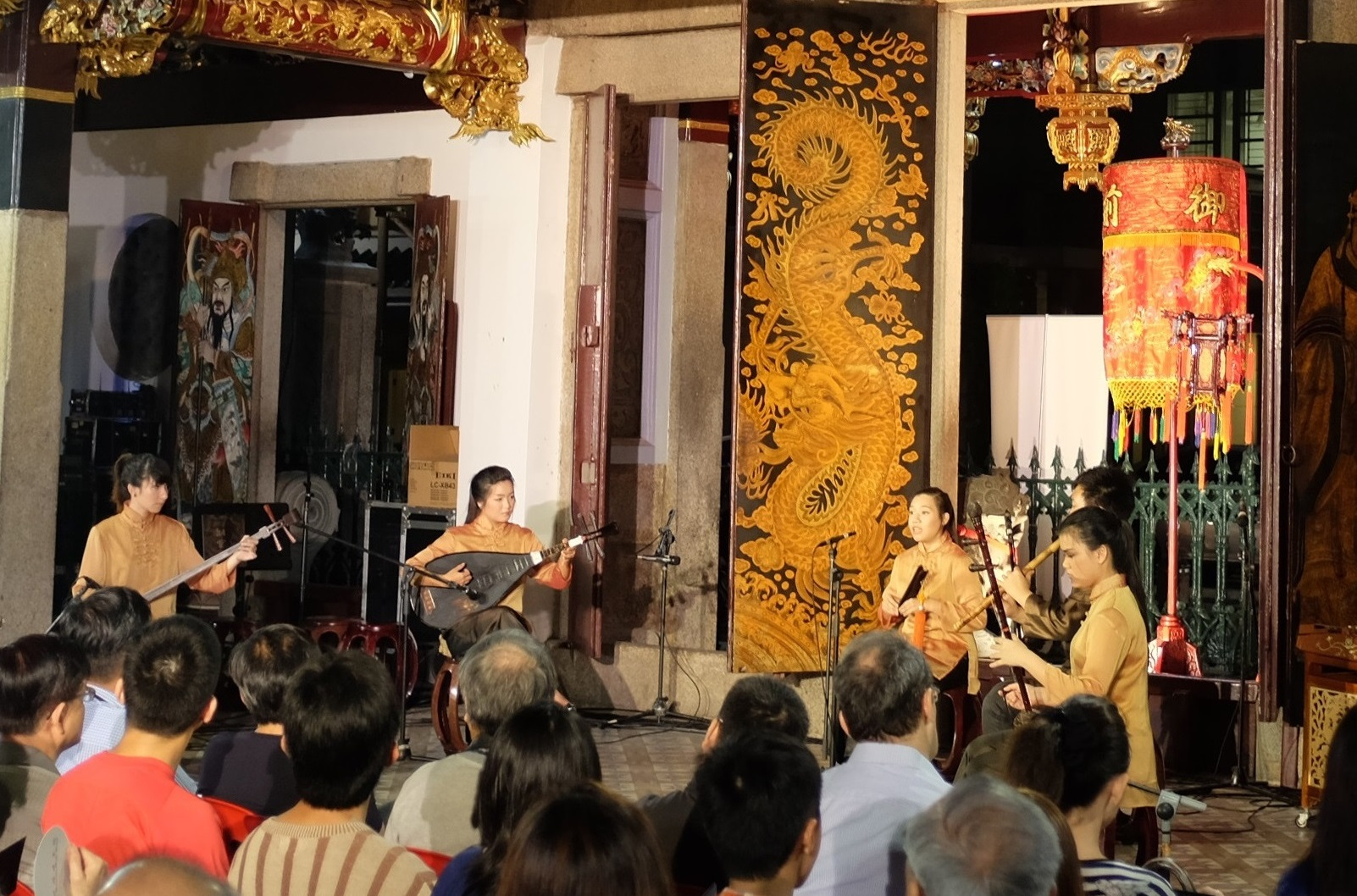
Концерт нангуаньського оркестру в замку Тхіан Хок Кенг.

У Сінгапурі є багато великих китайських оркестрів. Перший китайський оркестр сформувала у 1957 році асоціація «Thau Yong Amateur Musical Association» (кит.: 陶融儒乐社), яку створили 1931 року колишні учасники «Er Woo». Поширені й аматорські китайські оркестри, що сформовані діалектними асоціаціями, громадськими центрами і школами. Також існує камерний ансамбль нангуаньської музики «Siong Leng Musical Association».

### Малайська
Музичні жанри Малайзії й Індонезії, такі як дондан саян і керончун, популяризувалися й серед малайців Сінгапуру. Вокальні номери в супроводі барабанів компанґ і гадраг є одними з найпопулярніших видів малайської музики в Сінгапурі й виконуються переважно на весіллях і офіційних заходах. Інші вокальні стилі, такі як дікір-барат і газель також мають чимало прихильників. Сучасні виконавці намагаються відродити вже майже зниклий стиль малайської опери бангсаван, який зародився ще на початку XIX столітті.

### Індійський
Індійська класична музика Сінгапуру переважно розділена на хіндустанську та карнатакську. Менш популярними є бгаджанська та бгангранська музика.

### Перанакан
Музика перанаканців відрізняється від іншим своїм поєднанням англійських текстів із малайською музикою, і ґрунтується на перанаканській культурі. Найпопулярнішою піснею є «Bunga Sayang», що написана 1994 року поп-співаком Дік Лі для альбому «Kampong Amber», і часто виконується під час основних національних парадів. Також стала головною піснею на церемонії відкриття 117-ї сесії МОК в Еспланаді.

## Західна класична музика
Західна класична музика зіграла значну роль для культурного життя Сінгапуру. Провідним у жанру є Сінгапурський симфонічний оркестр, який сформувався 1979 року. Переважно виступає в театрі Еспланада, інколи в Концертному залі Вікторії. Оркестр також виконує безоплатні вистави в парках. Крім них ще є Сінгапурський національний молодіжний оркестр (і фінансується Міністерством освіти), Симфонічний оркестр Брейдллі Гейтс, Філармонічний оркестр, Оркестр творців музики та Симфонічний оркестр Національного університету Сінгапуру. Власні оркестри та ансамблі мають багато середніх шкіл і коледжів. Представниками західної опери є «Singapore Lyric Opera» (1991) та «New Opera Singapore» (2011). У 2000-х роках розвивалася сінгапурська класична музики — відкрилися місця для проведення виступів (наприклад, театр Еспланада), утворилася перша консерваторія «Yong Siew Toh Conservatory of Music». Відомі класичні сингапурські музиканти: Лінетт Сеа, Лім Сун, Сіоу Лі Чин, Ебігейл Сінь.

## Рок-музика
Альтернативний та інді-рок почав розвиватися у 1990-х роках. Найвідоміші гурти — «Concave Scream», «Humpback Oak», «The Padres», «Oddfellows», «Livionia». У жанрі поп-рок — «KICK!», «Lizard's Convention & Radio Active». Популярними сучасними виконавцями рок-музики є «Analog Girl», Джон Класс, «Firebrands», «Stompin' Ground», Лін Кей, Інч Чуа, Ronin, Анна Джадж Ейпріл, «Electrico», «Force Vomit», «The Observatory», «4-Sides», «Vermillion», «West Grand Boulevard», Popland, «The Great Spy Experiment», «Sky In Euphoria» та інші.

### Метал
Метал-музика також є невід'ємною часткою сингапурської культури й розвивалася поряд з інді-роком і панком. Гурт «Rudra» утворив новий стиль металу під назвою «ведичний метал», який привернув увагу у світі. Але, незважаючи на це, є проблема слабкої підтримки металу сингапурськими ЗМІ. Через це популяризують метал-музику за допомогою популярних соціальних мереж, таких як Facebook, Твіттер і блоги. Одним із помітних організації є «Heavy Metal Tribune», яка надає організаторам концертів майданчик для публікації своїх подій за допомогою Facebook або їх щомісячного видання.

## Концертні зали

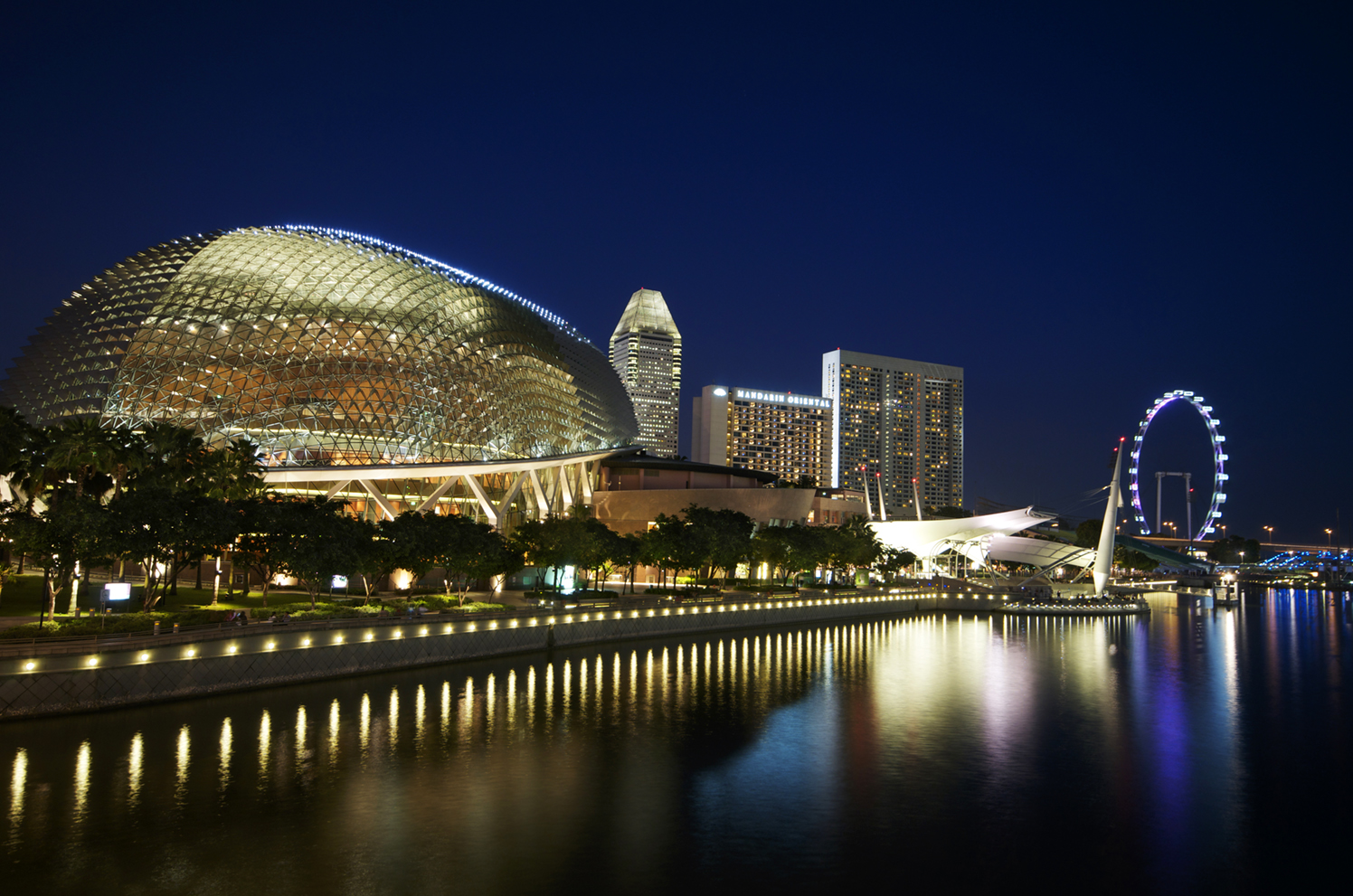
Еспланада — основне місце для концертів і вистав

Найважливішим та основним місцем проведення концертів є Еспланада, яка замінила театрально-концертний зал «Вікторія». Сингапурський конференц-зал використовується для китайського оркестру. У деяких клубах та музичних барах відвідувачі можуть почути живу музику, особливо в районі Кларк-Кі.

## Музична освіта

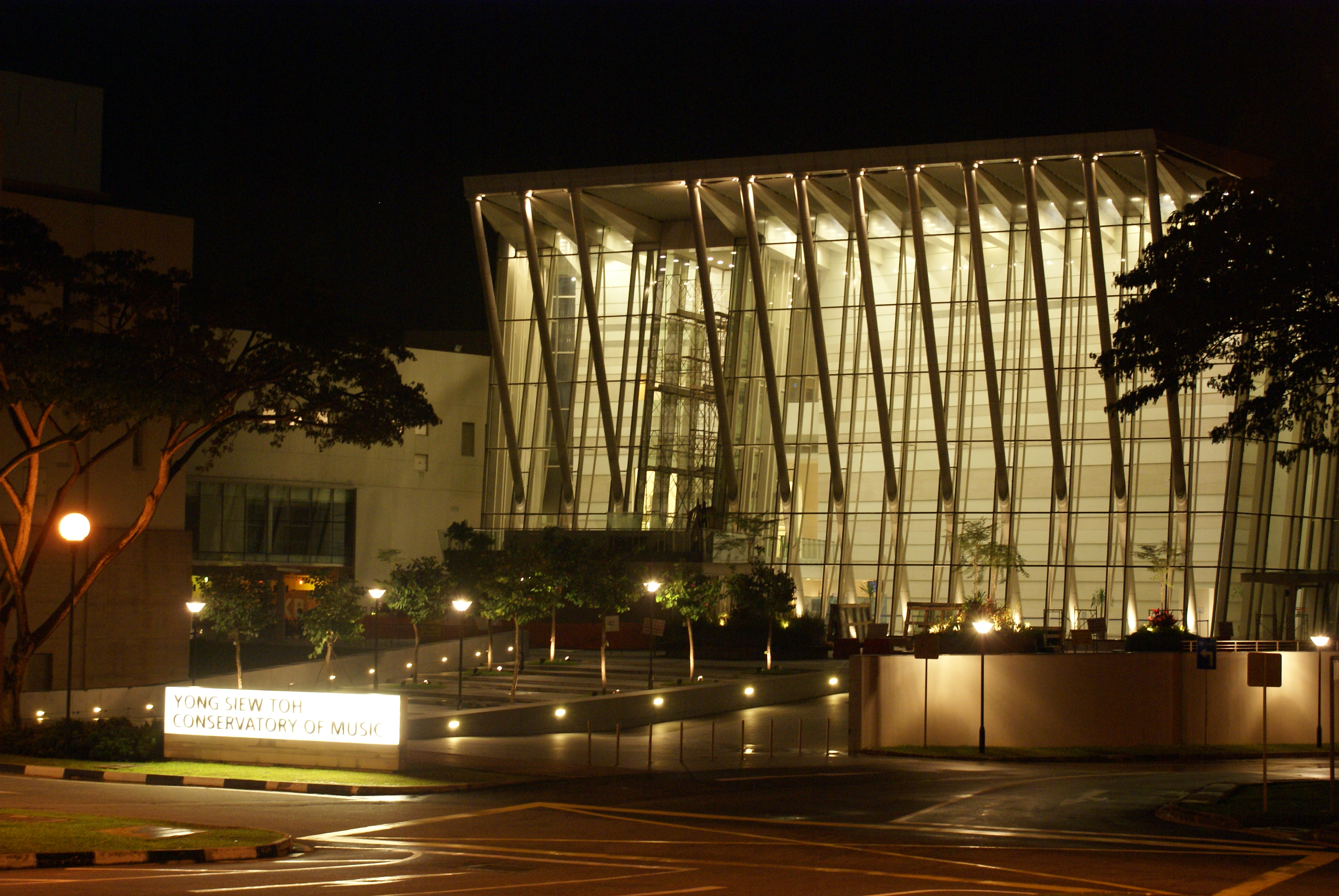
Музична консерваторія уночі.

Музику вивчають у всіх сингапурських початкових та середніх школах. А з 2011 року в окремих школах пропонується розширена музична програма для старших середніх класів. Вищу музичну освіту можна здобути в «Yong Siew Toh Conservatory of Music», утвореному 2001 року. Вони перші запропонували чотирирічну музичну освіту за ступенем бакалавр. Консерваторія є частиною Національного сингапурського університету, що діє як частина міжнародної консерваторії Пібоді та є центром підготовки молодих музикантів для азіатсько-тихоокеанського регіону з привілеями повної стипендії. Музичну освіту пропонує й Наньянська академія витонченого мистецтва, LASALLE College of the Arts, Сінгапурський музичний коледж Раффлз і Сінгапурська школа мистецтва.

## Національний день пісень
Особливу увагу в музичній культурі Сінгапуру приділяють «Національному дні пісень» (кит.: 国庆 主题歌). На святі звучать і місцеві народні (наприклад, «Chan Mali Chan»), і сучасні пісні («The Magic Is You»), чи спеціально написані для Національного параду, який відбувається щорічно 9 серпня. Традиція цих святкувань сформувалася ще в 1980-х роках. 1984 року пісню «Stand Up for Singapore» написали спеціально до 25-річчя незалежності Сінгапуру. Її замовило Міністерством культури у Нью-Йоркського філармонічного оркестру. Вона стала першою «офіційною» національною піснею. Уже 1986 року уряд замовив нову пісню, бо розуміли, що сингапурцям подобаються пісенні святкування. Пісня «Count On Me», написана також Нью-Йоркським філармонічним оркестром та аранжована Джеремі Монтегрі, стала другою «офіційною» національною піснею. Подібне відбулося й 1987 року з піснею «We are Singapore» та 1990 року з піснею «One People, One Nation, One Singapore».
З 1998 національні пісні вже створювалися й виконувалися місцевими творцями і були менш популярними. Інколи включалися до альбомів і продавалися закордоном.
- 1998: «Home» (кит.: 家), Кіт Чан
- 1999: «Together» (кит.: 心连心), Евелін Тань і Dreamz FM
- 2000: «Shine on Me» (кит.: 星月), Джай (англійська) та Мевіс Хі (мандаринська)
- 2001: «Where I Belong» (кит.: 属于), Таня Чуа
- 2002: «We Will Get There» (кит.: 一起走到), Стефані Сунь
- 2003: «One United People» (кит.: 全心全意), Стефані Сунь
- 2004: «Home» (кит.: 家), ремікс JJ Lin, Кіт Чан
- 2005: «Reach Out For The Skies» (кит.: 勇敢向前飞), дует Тауфік Батіша та Руй Ен, композитор Елейн Чан (китайською — Руї Ен)
- 2006: «My Island Home» (кит.: 幸福的图形), Кайра Гон
- 2007: «There's No Place I'd Rather Be», Кіт Чан (кит.: 陈洁仪) та «Will you» — різні місцеві артисти
- 2008: «Shine for Singapore» (кит.: 晴空万里), Гаді Мірза (англійська) та Джой Чуа (мандаринська)
- 2009: «What Do You See» (кит.: 就在这里), Electrico (англійська) та Келвін Тань (мандаринська)
- 2010: «Song for Singapore», Коррінн Май[44]
- 2011: «In a Heartbeat», Сільвія Ратонель
- 2012: «Love At First Light», Олівія Он & Нетанья Тань
- 2013: «One Singapore», Sing A Nation Choir
- 2015: «Our Singapore», JJ Lin
- 2016: «Tomorrow's Here Today», 53A
- 2017: «Because it's Singapore», Джей Лім